# مجتمع آذرین بوشولد

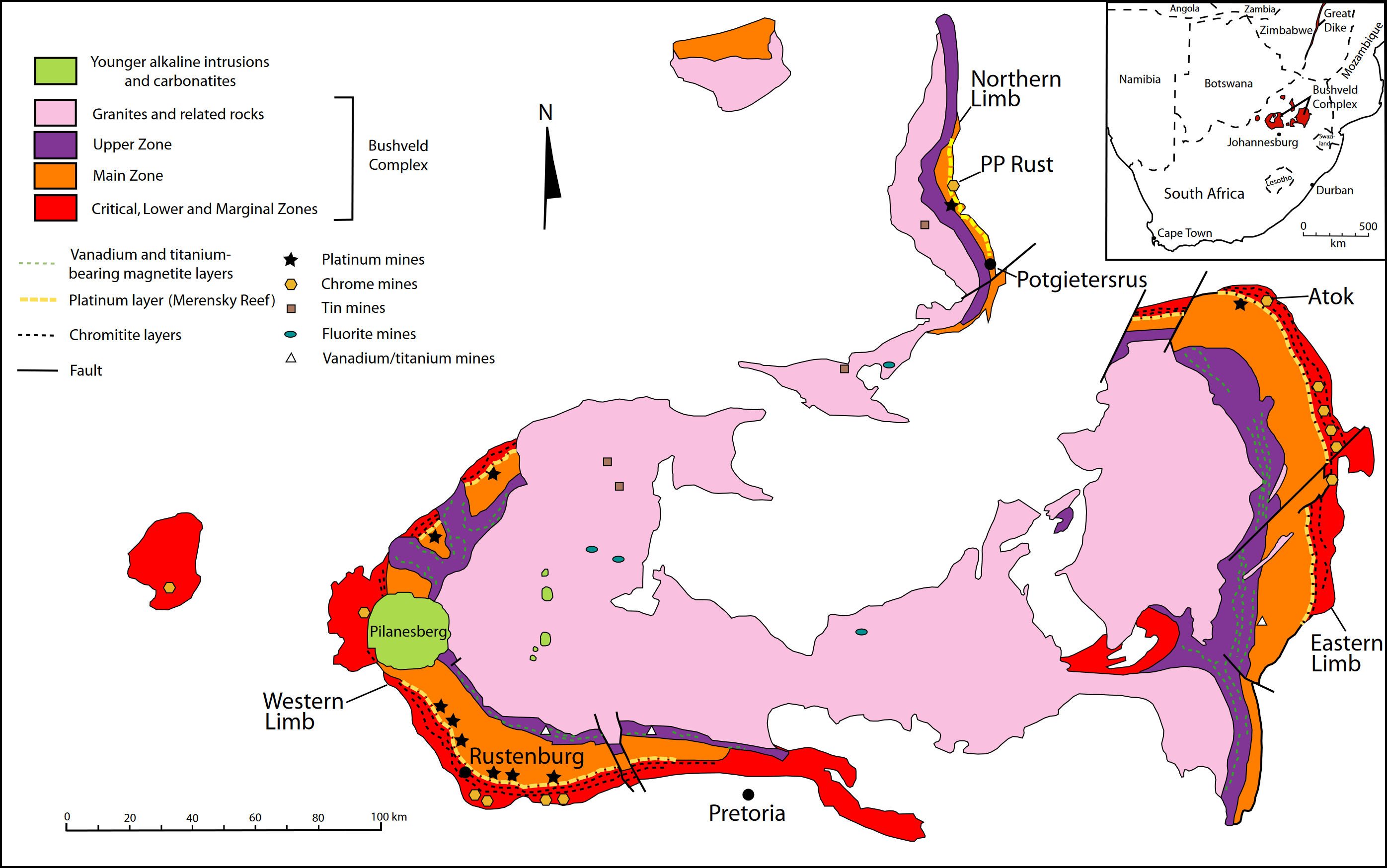
Bushveld Igneous Complex geologic map and mine locations

مجتمع آذرین بوشولد (انگلیسی: Bushveld Igneous Complex) یا (BIC) بزرگ‌ترین نفوذ آذرین لایه‌ای در پوستهٔ زمین است. این لایهٔ از فرم خارج شده و فرسایش یافته و رخنمونهایی را در اطراف چیزی که به نظر می‌رسد لبهٔ یک حوضه زمین‌شناسی بزرگ است تشکیل داده است: «حوضه ترانسوال»، تقریباً ۲ میلیارد سال قدمت دارد و به چهار اندام مختلف تقسیم می‌شود: اندام شمالی، جنوبی، شرقی و غربی. مجتمع بوشولد شامل مجموعه Rustenburg Layered, Lebowa Granites و Rooiberg Felsics است که توسط رسوبات Karoo پوشانده شده‌اند. این سایت برای اولین بار در حدود سال ۱۸۹۷ توسط گوستاف مولنگراف منتشر شد که قبایل بومی آفریقای جنوبی را در داخل و اطراف آن منطقه یافت.
مجتمع آذرین بوشولد واقع در آفریقای جنوبی، حاوی برخی از غنی‌ترین ذخایر سنگ روی زمین است. این مجموعه دارای بزرگ‌ترین ذخایر جهان از فلزات گروه پلاتین (PGMs) یا عناصر گروه پلاتین (PGEs) - پلاتین، پالادیوم، اسمیم، ایریدیم، رودیوم و روتنیم همراه با مقدار زیادی آهن، قلع، کروم، تیتانیوم و وانادیم است. این مواد در جواهرات، اتومبیل و الکترونیک استفاده می‌شوند، اما به اینها محدود نمی‌شوند. گابرو یا نوریت نیز از قسمت‌هایی از مجموعه استخراج می‌شود و به سنگ ابعاد تبدیل می‌شود. بیش از ۲۰ عملیات معدن وجود داشته است. مطالعاتی در مورد ذخایر بالقوهٔ اورانیوم انجام شده است.